# Eurodisco
El eurodisco fue una forma de música disco que se originó en la segunda mitad de la década de 1970 en Europa, como una variante más europea de la música disco estadounidense, pero que, sin embargo, fue un género más amplio que tomó prestado influencias de pop, rock y new wave. A diferencia de las bases del Disco de Estados Unidos, de influencias Rhythm & Blues y Soul, las del eurodisco reemplazaron estas por sonidos electrónicos de sintetizador, batería electrónica y caja de ritmo, canciones más rápidas (mayor BPM) y ritmos monótonos. Muchas composiciones eurodisco cuentan con letras cantadas en inglés, aunque los cantantes tengan a menudo la lengua materna diferente.
El Space disco fue el subgénero más prominente de la década de los 1970's y el italo disco de la década de los 1980. El género bajó en popularidad desde 1985 ocupando su lugar el Dance pop y el Hi-NRG Europeo.
El eurodisco fue muy popular en Europa, pero también alcanzó popularidad en los Estados Unidos a través de artistas como Donna Summer y Giorgio Moroder, artistas importantes de esta escena.

## Historia

### Años 1970
El término "eurodisco" se utilizó por primera vez durante la década de los 1970's para describir las producciones de música disco de la Europa continental, con grupos y solistas como Cerrone - "Love in C Minor", ABBA - "Dancing Queen", Boney M - "Sunny", entre muchos otros, Ottawan - "Hands Up" o Amanda Lear "Queen of Chinatown" entre otros.
Como fusión del disco con la incipiente música electrónica apareció el Space disco con Cerrone - "Supernature", Meco - "Star Wars Theme", Space - "Magic Fly" o Amanda Lear - "Black Holes" entre otros éxitos. Otra variación popular, sin nombre específico, apareció a finales de 1970 con artistas como Raffaella Carra o Gibson Brothers.

### Años 1980
A principios de 1980 el término "Eurodisco" desapareció rápidamente y fue reemplazado por "italo disco" durante toda la década. En particular, hubo también producciones de Canadá como Trans X o Lime, que fueron denominadas "italo disco" en Europa, aunque no en América, donde se etiquetaron como Hi-NRG o Canadian disco.
El Italo disco comenzó a desarrollarse en Italia a principios de los 1980's, por grupos como Gazebo o Kano. Posteriormente aparecieron variaciones en Alemania (German disco) con Modern Talking o Bad Boys Blue, C.C.Catch, Fancy,  Grant Miller, etc. En España con varios sellos discográficos dando nombre al Sabadell Sound, Francia o Grecia pero fueron llamados igualmente "italo disco" en Europa, con la excepción del Eurobeat y del disco polo.
A finales de la década, los artistas del disco italiano Spagna y Sabrina combinaron italo disco y dance pop dando lugar al Eurobeat junto a las producciones de Stock, Aitken & Waterman en Gran Bretaña con cantantes como Rick Astley y Kylie Minogue, entre muchos otros. En EE.UU se comercializaron como Hi-NRG.
En los últimos años de la década, el Eurodisco estuvo influenciado por la aparición del House y se sustituyó (o evolucionó) a Italo house.
En Polonia apareció también un género musical local, el disco polo, desarrollado entre 1989 y 1991.

### Años 1990
A comienzos de los 1990's, el Italo house mutó a Eurodance e Italo dance. 
Las últimas formas de Eurodisco fueron el french house, un estilo de música que apareció en Francia a mediados de la década y que poco a poco se generalizó en Europa con influencias del disco, eurodisco e italo disco, el nu-italo, hacia 1998 con reminiscencias del italo disco y el nu-disco en 1999, una combinación de disco y house.